# Сырве
Сырве (эст. Sõrve) — деревня на севере Эстонии в волости Харку, уезд Харьюмаа. В деревне проживают 161 человек (2007 год).